# José Antonio Ferrer Benimeli
Pour les articles homonymes, voir José Ferrer et Ferrer.
José Antonio Ferrer Benimeli, né le 24 mars 1934 à Huesca, est un  jésuite et historien, spécialiste de la franc-maçonnerie espagnole. Il est l'auteur de nombreuses publications et professeur d'histoire contemporaine à l'Université de Saragosse.

## Biographie
José Antonio Ferrer Benimeli est docteur en philosophie et lettres et professeur à l'Université de Saragosse. Il est le premier titulaire de la Chaire Théodore Verhaegen de l'Université libre de Bruxelles. Il est spécialisé dans l'histoire de la franc-maçonnerie et a rédigé de nombreux ouvrages et articles sur le sujet. Président du Centre d'études historiques de la franc-maçonnerie espagnole et vice-président de la Société d'étude du XVIIIe siècle, il dirige plusieurs colloques sur la franc-maçonnerie espagnole et ibéro-américaine et en coordonne la publication des actes.

## Thèses
Selon Henry Coston, Ferrer-Benimeli œuvre au rapprochement entre la franc-maçonnerie et l'Église catholique.

## Publications
- La franc-maçonnerie et la politique religieuse de la IIe République espagnole, in Manuel Azana et la question laïque (sous la direction de Jean-Pierre Amalric), Ed. Arkheia, 2009.
- (es) El contubernio judeo-masónico-comunista: del satanismo al escándalo de la P-2, Madrid, Ediciones Istmo, 1982  (ISBN 84-7090-121-4)
- (es)Masonería en Aragón, 1979, Librería General
- (es) Bibliografía de la masonería: introducción histórico-crítica, Fundación Universitaria Española, 1977,  (ISBN 978-84-7392-031-5)
- (es)Conde Aranda, 1999, Caja de Ahorros y Monte de Piedad de Zaragoza, Aragón y Rioja (Ibercaja, Obra Social y Cultural,  (ISBN 978-84-8324-047-2)
- (es)Historia de la masonería española, 1989, Valencia (Comunidad Autónoma) y Consejería de Cultura (Alicante),  (ISBN 978-84-505-8792-0)
- (es)Jefes de gobierno masones: España, 1868-1936, La Esfera de los Libros,  (ISBN 978-84-9734-665-8), 2007.
- (es)La masonería, Ediciones de la Universidad Complutense de Madrid, 1993,  (ISBN 978-84-7754-183-7)
- (es)La masonería actual, AHR, 1977,  (ISBN 978-84-337-0112-1)
- (es)La masonería después del Concilio, 1968, AHR,  (ISBN 978-84-337-0021-6)
- (es)La masonería en la historia de España, 1985, Gobierno de Aragón. Centro del Libro de Aragón,  (ISBN 978-84-505-1744-6)
- (es)La masonería en las islas Baleares: 1800-1940, 1999,  (ISBN 978-84-7967-071-9)
- (es)La masonería en los Episodios Nacionales de Pérez Galdós, 1982, Fundación Universitaria Española,  (ISBN 978-84-7392-191-6)
- (es)La masonería en Madrid y en España del siglo XVIII al XXI, Gobierno de Aragón, Centro del Libro de Aragón,  (ISBN 978-84-96223-52-3)
- (es)Masonería española contemporánea, Siglo XXI de España Editores.  (ISBN 978-84-323-0375-3).
- (es)La masonería española en el siglo XVIII, 1986, Siglo XXI de España Editores.  (ISBN 978-84-323-0140-7).
- (es)Masonería y periodismo en la España contemporánea. Prensas Universitarias de Zaragoza.  (ISBN 978-84-7733-372-2).
- (es)Masonería, Iglesia e Ilustración. (T.1):, (1982), las bases de un conflicto (1700-1739). Fundación Universitaria Española.  (ISBN 978-84-7392-087-2).
- (es)Masonería, Iglesia e Ilustración, (T.2): inquisición: procesos históricos (1739-1750). Fundación Universitaria Española, (1982),  (ISBN 978-84-7392-102-2).
- (es) Masonería, Iglesia e Ilustración, (T.3): institucionalización del conflicto (1751-1800), (1977), Fundación Universitaria Española.  (ISBN 978-84-7392-008-7).
- (es)Masonería, Iglesia e Ilustración, (T.4): la otra cara del conflicto, (1977), Conclusiones y bibliografía. Fundación Universitaria Española.  (ISBN 978-84-7392-021-6).
- (es)Unamuno, los derechos del hombre y la libertad de expresión, Tebeto. Anexo I. Cabildo Insular de Fuerteventura, (1989), Servicio de Publicaciones.  (ISBN 978-84-87461-01-9).
- (es)Voltaire, Servet y la tolerancia, Instituto de Estudios Sijenenses "Miguel Servet", 1980,  (ISBN 978-84-600-1651-9).
- (es)La masonería en la España del siglo XX, Texte en ligne